# Печовник
Печовник (на словенски: Pečovnik) е село в Словения, Савински регион, община Целе. Според Националната статистическа служба на Република Словения през 2015 г. селото има 253 жители.